# Аерофотоснимка
Аерофотоснимката е продуктът, който се получава в резултат на аерофотозаснемане на земната повърхност с прилагане на методите и техническите средства на аерофотографията.
Названието в българския език е възприето от фотографското направление и апаратурата за снимане от въздуха предимно от руски и немски език. На руски това е аэрофотосъёмка. Аэрофотоаппарат е названието, дадено от първосъздателя на камерата за снимане от въздуха, руския военен инженер В. Ф. Потте преди началото на Първата световна война. Тази терминология е възприета и се ползва в немския, португалскя, гръцкия, полския, украинския и сръбския език. Освен с това наименование, снимки направени от въздуха в България се наричат още въздушни фотоснимки. Това название, макар и използвано, е некоректно (сравни: въздушни кули).
Създадените снимки се ползват за нуждите на разузнаването, топографията, за представяне на археологични и други обекти, за нуждите на рекламата.
Преди да се направи аерофотоснимка за нуждите на топографията, се прави проучване на местността, на която ще се извърши. Впоследствие на база на аерофотоснимката, от специалисти геодезисти или топографи, се извършва дешифриране върху снимката. Създава се и геодезическа опорна мрежа върху земната повърхност. Посредством опорните точки се прави връзката между заснетата повърхност в равнината на проекцията върху фотографската снимка и се осъществява ориентиране на апаратните средства при създаване на хоризонталната проекция на терена при изготвянето на топографския оригинал на плана или картата.
Снимките в зависимост от потребността биват единични, ивични и площни. Единичните са тези, при които теренът, който се заснема, се обхваща само от 1 снимка. Този метод се прилага при малки местности или малки обекти. Ивичната или многоредовата снимка и площните, представляват няколко снимки на обекта, които се застъпват сами по себе си на определено разстояние. Застъпването на снимките бива напречно и надлъжно. Тези аерофотоснимки, поради възможността да се получи стереоскопичен ефект, се обработват с методите на фотограметрията за съставяне на топографски карти и планове.